# Maria Anna de Baviera (emperadriu romanogermànica)
Maria Anna de Baviera - en alemany Maria Anna von Bayern - (Múnic, 18 de desembre de 1574 - Graz, Arxiducat d'Àustria, 8 de març de 1616) fou emperadriu consort del Sacre Imperi. Era la filla gran del duc Guillem V de Baviera (1548-1626) i de la princesa Renata de Lorena (1544-1602). El 23 d'abril de 1600 es va casar a la catedral de Graz amb el duc i futur emperador Ferran II d'Habsburg (1578-1637), fill de l'arxiduc Carles II d'Àustria (1540-1590) i de la princesa Maria Anna (1551-1608). Aquest casament va representar un nou acostament de les cases d'Habsburg i de Casa de Wittelsbach. De tota manera Maria Anna va morir abans que el seu marit fos coronat emperador. El matrimoni va tenir set fills:
- SAIR l'arxiduquessa Cristina d'Àustria, nascuda el 1601 a Graz i morta el mateix any.
- SAIR l'arxiduc Carles d'Àustria, nat a Graz el 1603 i mort el mateix any.
- SAIR l'arxiduc Joan Carles d'Àustria, nat a Graz el 1605 i mort el 1619.
- SM l'emperador Ferran III, emperador romanogermànic, nat el 1605 a Graz i mort el 1657 a Viena. Es casà en primeres núpcies amb la infanta Marianna d'Espanya, en segones núpcies amb l'arxiduquessa Maria Leopoldina d'Àustria, i en terceres núpcies amb la princesa Elionor de Màntua.
- SAIR l'arxiduquessa Maria Anna d'Àustria, nada el 1610 a Graz i morta el 1665 a Múnic. Es casà amb l'elector Maximilià I de Baviera
- SAIR l'arxiduquessa Cecília d'Àustria, nada el 1611 a Viena i morta el 1644 a Vílnius. Es casà amb el rei Ladislau IV de Polònia.
- SAIR l'arxiduc Leopold Guillem d'Àustria, nat el 1614 a Graz i mort el 1662 a Viena. Gran Mestre de l'Orde Teutònic.